# Nalbă mare
Nalba mare (Althaea officinalis) este o plantă erbacee, bianuală sau perenă, din familia Malvaceae, cunoscută sub denumirile populare de: nalbă albă, nalbă bună, nalbă de câmp, nalbă de luncă, rujă.

## Descriere
Plantă erbacee, bianuală sau perenă, cu tulpină dreaptă, înaltă de până la 1 m, ramificată și acoperită cu peri, cu flori mari de culoare roz-violacee cu vinișoare violete, frunze lung-pețiolate, verzi-albicioase și catifelate datorită perilor foarte deși. În flora spontană vegetează numai în zonele de câmpie, prin locuri ruderale, pe lângă drumuri, garduri și pe lângă zidurile caselor părăsite. Înflorește din iulie și până în septembrie.
În scopuri medicinale se recoltează florile în timpul înfloririi, frunzele se recoltează înainte de înflorire și rădăcinile, când planta este uscata, înainte de a îngheța pământul, până sfârșitul lui noiembrie, rădăcina nu se spală de pământ, se curata de coaja, apoi se taie în bucăți, se usucă la umbra în locuri uscate și aerisite, așezate în straturi subțiri, se păstrează în săculeți de pânză, în locații uscate și aerisite.

## Componenți principali
Mucilagii, zaharuri, amidon, substanțe grase, asparagină, pectine, betaină, substanțe rezinoase, tanin.

## Proprietăți
- acțiune internă secretolitică pulmonară
- antiinflamatoare a aparatelor respirator, renal și gastrointestinal
- acțiune expectorantă și emolientă

## Indicații
Intern, sub formă de ceai în inflamațiile căilor respiratorii; în tulburări gastrointestinale și în infecții renale.
Extern, cataplasme în: laringite, traheite, furunculoze și sub formă de gargară în: abcese dentare, amigdalite.